# Ханинеевка (Ромодановский район)
 Ханинеевка  — деревня в Ромодановском районе Мордовии в составе Анненковского сельского поселения. 

## География
Находится на расстоянии примерно 12 километров по прямой на юго-запад от районного центра поселка Ромоданово.

## История
Учтена была в 1869 году как владельческая деревня Саранского уезда Пензенской губернии из 58 дворов, название связано с фамилией бывших владельцев, известных с XVII века. 

## Население
Постоянное население составляло 23 человека (русские 96 %) в 2002 году, 21 в 2010 году.